# Vidno, Dobrici
Vidno (în bulgară Видно, în română Ghiore) este un sat în comuna Kavarna, regiunea Dobrici, Dobrogea de Sud, Bulgaria. 
Între anii 1913-1940 a făcut parte din plasa Balcic a județului Caliacra, România.

## Demografie
Componența etnică a satului Vidno
     Bulgari (61,78%)
     Nicio identificare (38,21%)
     Altele (0%)
La recensământul din 2011, populația satului Vidno era de 157 locuitori. Din punct de vedere etnic, majoritatea locuitorilor (61,78%) erau bulgari. Pentru 38,21% din locuitori nu este cunoscută apartenența etnică.